# Lagoa (Porto Novo)
Pour les articles homonymes, voir Lagoa.
Lagoa est une localité de l'île de Santo Antão au Cap-Vert.

## Description
Lagoa est située au centre de l'île de Santo Antão. 
Elle est située à environ 1 200 m d'altitude sur le plateau oriental de Santo Antão, à 11 km au nord-ouest de Porto Novo. 
Le parc naturel de Moroços (en) se trouve à environ 3 km à l'ouest de Lagoa. 

## Population
Au recensement de 2010, la localité comptait 358 habitants.